# Leptoscopidae
Leptoscopidae é uma família de peixes da subordem Trachinoidei.

## Géneros e species
- Género Crapatalus Günther, 1861
  - Crapatalus angusticeps (Hutton, 1874)
  - Crapatalus munroi Last and Edgar, 1987
  - Crapatalus novaezelandiae Günther, 1861
- Géneros Leptoscopus Gill, 1859
  - Leptoscopus macropygus (Richardson, 1846)
- Géneros Lesueurina Fowler, 1908
  - Lesueurina platycephala Fowler, 1908